# Атемахак-де-Брисуэла (муниципалитет)
Атемахак-де-Брисуэла (исп. Atemajac de Brizuela) — муниципалитет в Мексике, в штате Халиско, с административным центром в одноимённом посёлке. Численность населения, по данным переписи 2020 года, составила 7758 человек.

## Общие сведения
Название муниципалитета составное: Atemajac  с языка науатль можно перевести как камень, разветвляющий воду, а Brizuela дано в честь полковника Мигеля Брисуэлы.
Площадь муниципалитета равна 355,8 км², что составляет 0,5 % от общей площади штата, а наиболее высоко расположенное поселение Сан-Хуан находится на высоте 2588 метров.
Атемахак-де-Брисуэла граничит с другими муниципалитетами штата Халиско: на севере с Кокулой и Вилья-Короной, на востоке с Сакоалько-де-Торресом и Течалута-де-Монтенегро, на юге с Тапальпой, на юго-западе с Чикилистланом, и на западе с Теколотланом.

## Учреждение и состав
Муниципалитет был образован в 1884 году, по данным 2020 года в его состав входит 21 населённый пункт, самые крупные из которых:
| Код INEGI                  | Населённый пункт                                                                                           | Численность населения (2005 год) | Численность населения (2010 год) | Численность населения (2020 год) |
| -------------------------- | --- | -------------------------------- | -------------------------------- | -------------------------------- |
| 010                        | Всего | 6236                             | 6655                             | 7758                             |
| 0001                       | Атемахак-де-Брисуэла (исп. Atemajac de Brizuela) 20°08′26″ с. ш. 103°43′43″ з. д. (административный центр) | 5014                             | 5457                             | 6434                             |
| 0016                       | Лагунильяс (исп. Lagunillas) 20°12′17″ с. ш. 103°44′05″ з. д.                                              | 351                              | 364                              | 331                              |
| 0029                       | Тьерра-Бланка (исп. Tierra Blanca) 20°12′25″ с. ш. 103°48′37″ з. д.                                        | 218                              | 200                              | 216                              |
| 0033                       | Йолоста (исп. Yolosta) 20°10′42″ с. ш. 103°41′25″ з. д.                                                    | 131                              | 148                              | 184                              |
| 0032                       | Лас-Варильяс (исп. Las Varillas) 20°09′05″ с. ш. 103°38′54″ з. д.                                          | 128                              | 141                              | 148                              |
| —                          | Прочие | 394                              | 345                              | 445                              |
| Названия на карте Генштаба | |                                  |                                  |                                  |

## Природные ресурсы
Муниципалитет располагает следующими ресурсами:
- 10 361 гектар леса, преимущественно состоящие из таких видов деревьев как сосна, земляничное дерево, дуб, кедр и Эвкалипт;

- минеральные — месторождения барита.

## Экономическая деятельность
По статистическим данным 2000 года, работоспособное население занято по секторам экономики в следующих пропорциях:
- сельское хозяйство, животноводство и рыбная ловля — 21 %;
- промышленность и строительство — 35 %;
- торговля, сферы услуг и туризма — 43,7 %;
- безработные — 0,3 %.

## Инфраструктура
По статистическим данным 2020 года, инфраструктура развита следующим образом:
- электрификация: 98,9 %;
- водоснабжение: 79,2 %;
- водоотведение: 98,5 %.